# Elva Roulet
Elva Pilar Barreiro de Roulet (nascida em 1932), mais conhecida como Elva Roulet, é uma arquitecta e política argentina que foi vice-governadora da Província de Buenos Aires de 1983 a 1987. Também actuou como Secretária de Habitação e Estruturação Ambiental da Argentina de 1987 a 1989, durante a presidência de Raúl Alfonsín, e como membro da Assembleia Constituinte de 1994.
Eleita na lista da União Cívica Radical (UCR) ao lado do governador Alejandro Armendáriz, Roulet foi a primeira mulher a servir como vice-governadora e a primeira mulher eleita numa lista governamental de qualquer província argentina. Nenhuma outra mulher ocuparia esse cargo até 1999, quando Mercedes Oviedo foi eleita vice-governadora de Misiones.
Roulet nasceu em 1932 em Juan Nepomuceno Fernández, uma pequena cidade de Necochea da Província de Buenos Aires. Ela estudou arquitectura na Universidade de Buenos Aires, graduando-se em 1957. Ela então formou-se em Ciências Sociais do Desenvolvimento pela Universidade de Paris. Ela foi casada com Jorge Esteban Roulet (1928–1987), um engenheiro e activista da UCR que foi reitor da Faculdade de Engenharia da Universidade de Buenos Aires